# Campora San Giovanni
Campora San Giovanni (Campura San Giuvanni no dialeto local, Campura Santu Janni, no dialeto arcaico) é uma fração da comuna italiana de Amantea, situada na província de Cosenza, nos limites da província de Catanzaro, na região da Calábria.

## Geografia

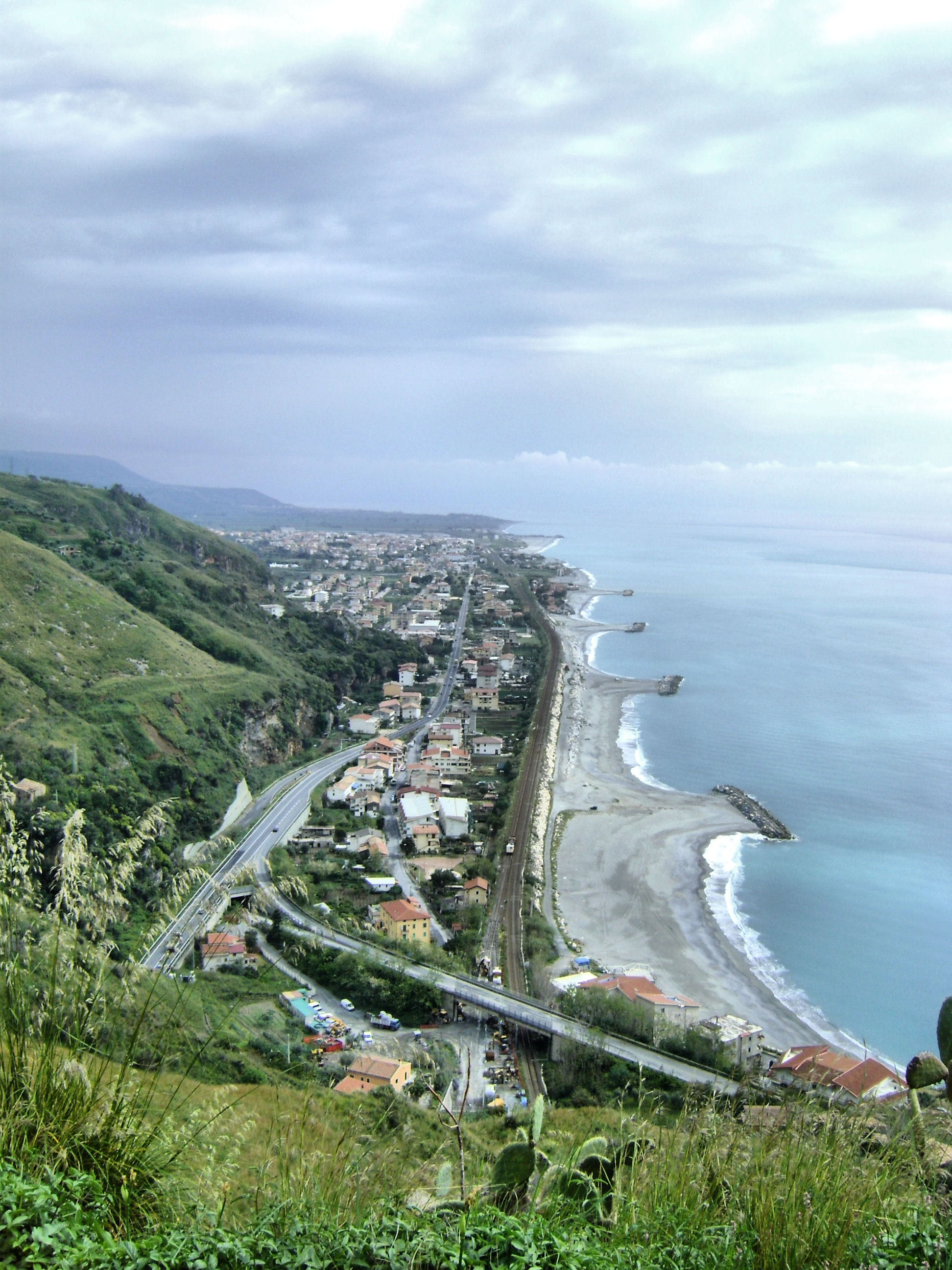
Panorama de Campora San Giovanni visto do bairro Strìttùrì

Campora està à beira do o Mar Tirreno costeiam e desenvolveu-se em um pequeno planalto que sobe numa área plana perto da praia. A região é perto de uma colina dedicada à produção de vinho e oliveras. Esta colina oferece um panorama impressionante: 
- à esquerda, o golfo de Lamezia Terme;
- em frente, na linha do horizonte, nos dias claros vè-se o vulcão Stromboli.

Do porto de Campora, às Ilhas Eólias podem ser chegadas em um período curto de tempo.

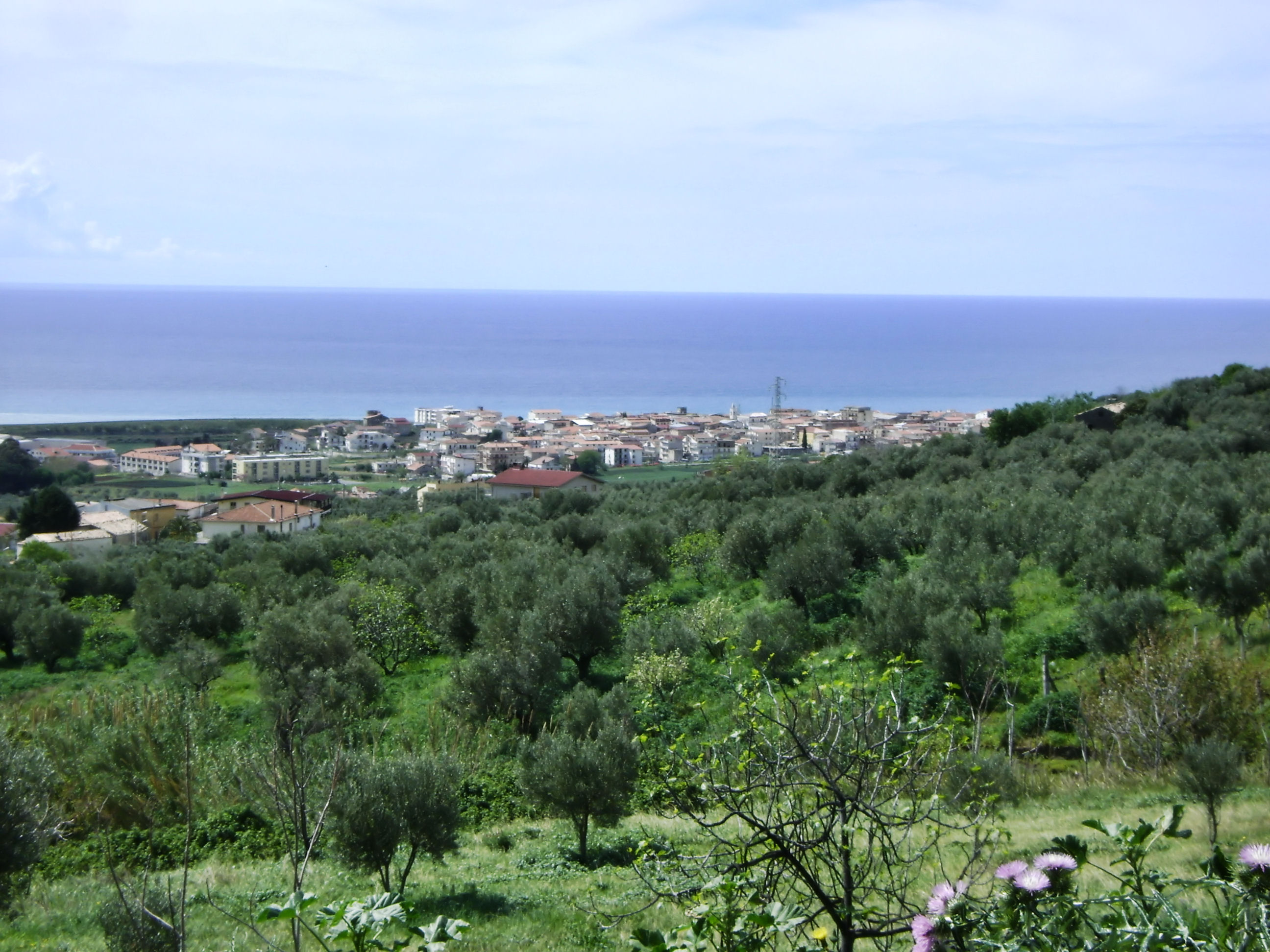
Panorama de Campora San Giovanni visto do bairro Augurato com a flora local.

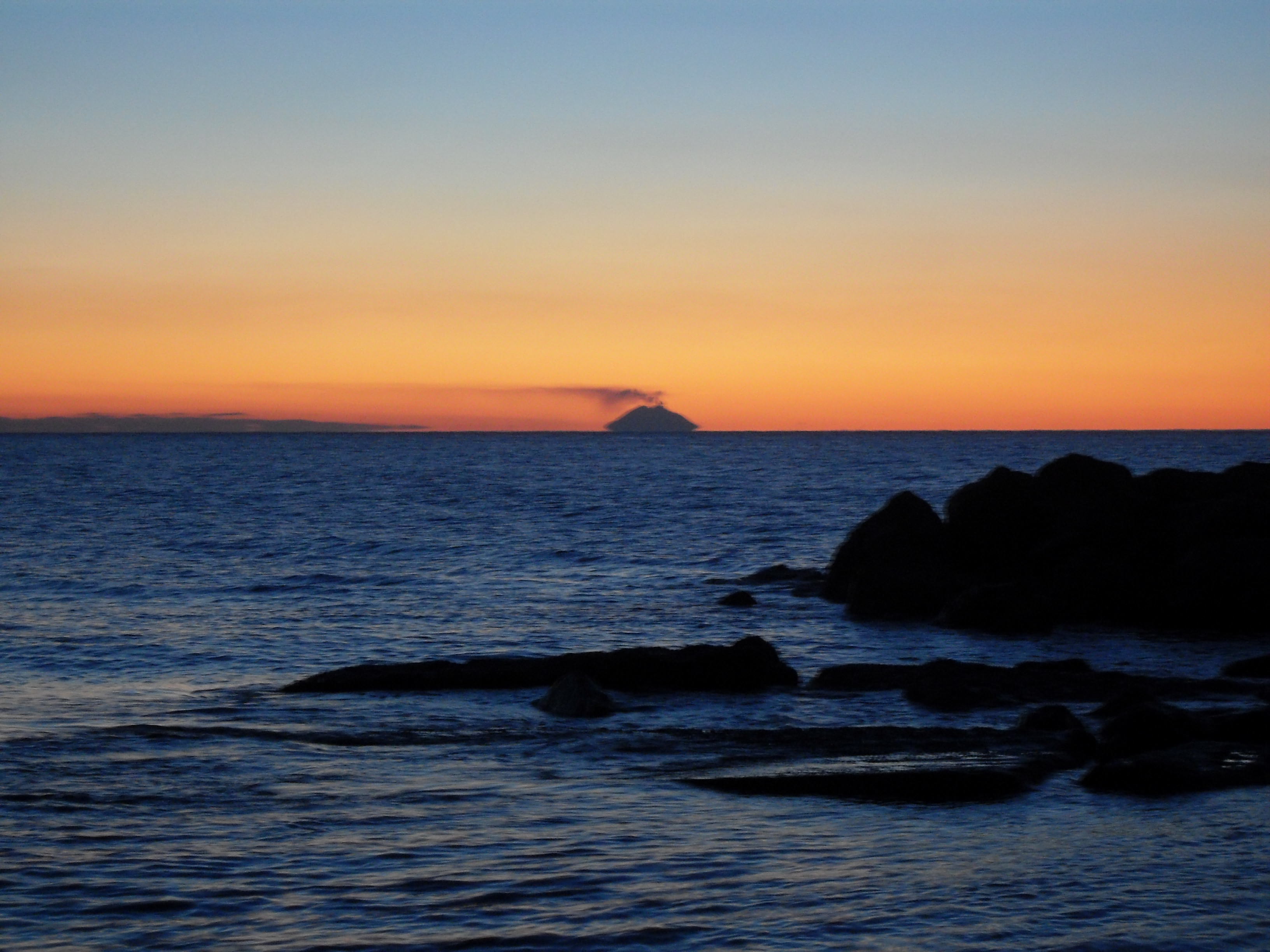
O vulcão Stromboli visto da Baía de Campora San Giovanni.

### Clima
O clima de Campora San Giovanni e muito temperado, graças à presernça do mar Tirreno: o terriritório fica por 2 quilometros no Interior e por quase dez na Costa. Esta é a causa principal da boa estação de april até novembro.
Raramente acontecem as geladas de inverno como a neve.
| Dados climatológicos para Campora San Giovanni   | Dados climatológicos para Campora San Giovanni | Dados climatológicos para Campora San Giovanni | Dados climatológicos para Campora San Giovanni | Dados climatológicos para Campora San Giovanni | Dados climatológicos para Campora San Giovanni | Dados climatológicos para Campora San Giovanni | Dados climatológicos para Campora San Giovanni | Dados climatológicos para Campora San Giovanni | Dados climatológicos para Campora San Giovanni | Dados climatológicos para Campora San Giovanni | Dados climatológicos para Campora San Giovanni | Dados climatológicos para Campora San Giovanni | Dados climatológicos para Campora San Giovanni |
| Mês                                              | Jan                                            | Fev                                            | Mar                                            | Abr                                            | Mai                                            | Jun                                            | Jul                                            | Ago                                            | Set                                            | Out                                            | Nov                                            | Dez                                            | Ano                                            |
| ------------------------------------------------ | ---------------------------------------------- | ---------------------------------------------- | ---------------------------------------------- | ---------------------------------------------- | ---------------------------------------------- | ---------------------------------------------- | ---------------------------------------------- | ---------------------------------------------- | ---------------------------------------------- | ---------------------------------------------- | ---------------------------------------------- | ---------------------------------------------- | ---------------------------------------------- |
| Temperatura máxima recorde (°C)                  | 13                                             | 14                                             | 25                                             | 27                                             | 30                                             | 35                                             | 37                                             | 35                                             | 34                                             | 28                                             | 22                                             | 21                                             | 37                                             |
| Temperatura máxima média (°C)                    | 8                                              | 7                                              | 13                                             | 17                                             | 21                                             | 25                                             | 28                                             | 28                                             | 24                                             | 18                                             | 11                                             | 7                                              | 17                                             |
| Temperatura mínima média (°C)                    | −10                                            | −3                                             | 1                                              | 4                                              | 9                                              | 13                                             | 16                                             | 16                                             | 12                                             | 7                                              | 1                                              | −3                                             | 12                                             |
| Temperatura mínima recorde (°C)                  | −18                                            | −16                                            | −11                                            | −5                                             | −4                                             | 0                                              | 7                                              | 4                                              | 0                                              | −4                                             | −13                                            | −15                                            |                                                |
| Precipitação (mm)                                | 50,8                                           | 61                                             | 88,9                                           | 124,5                                          | 124,5                                          | 88,9                                           | 63,5                                           | 88,9                                           | 68,6                                           | 83,8                                           | 106,7                                          | 50,8                                           | 972,8                                          |
| Fonte: notacomuniitaliani.it 22 de julho de 2009 |                                                |                                                |                                                |                                                |                                                |                                                |                                                |                                                |                                                |                                                |                                                |                                                |                                                |

## Economia
A economia está baseada na agricultura e no turismo. Desde os anos cinquenta teveve um desenvolvimento na cultivação da cebola Vermelha de Tropea, sendo hoje apreciada no comèrcio doméstico e nos mercados estrangeiros.
Durante os últimos 20 anos, a exportação deste produto, junto com outras atividades comerciais, tem favorecido e desenvolvido a economia local. Estas atividades são ajudadas pela posição de favorável da aldeia que é servida por uma linha de estrada de ferro pela estrada SS18, pela auto-estrada A3 (8 km) e para o Aeroporto Internacional de Lamezia Terme(25 km).

## Visões principais
Uma torre grande que data do 14º século é o único edifício notável. A parte superior da torre está enfeitada com corbels. Esta torre se apelida 'U Turriune' no dialeto local.

## Bairros

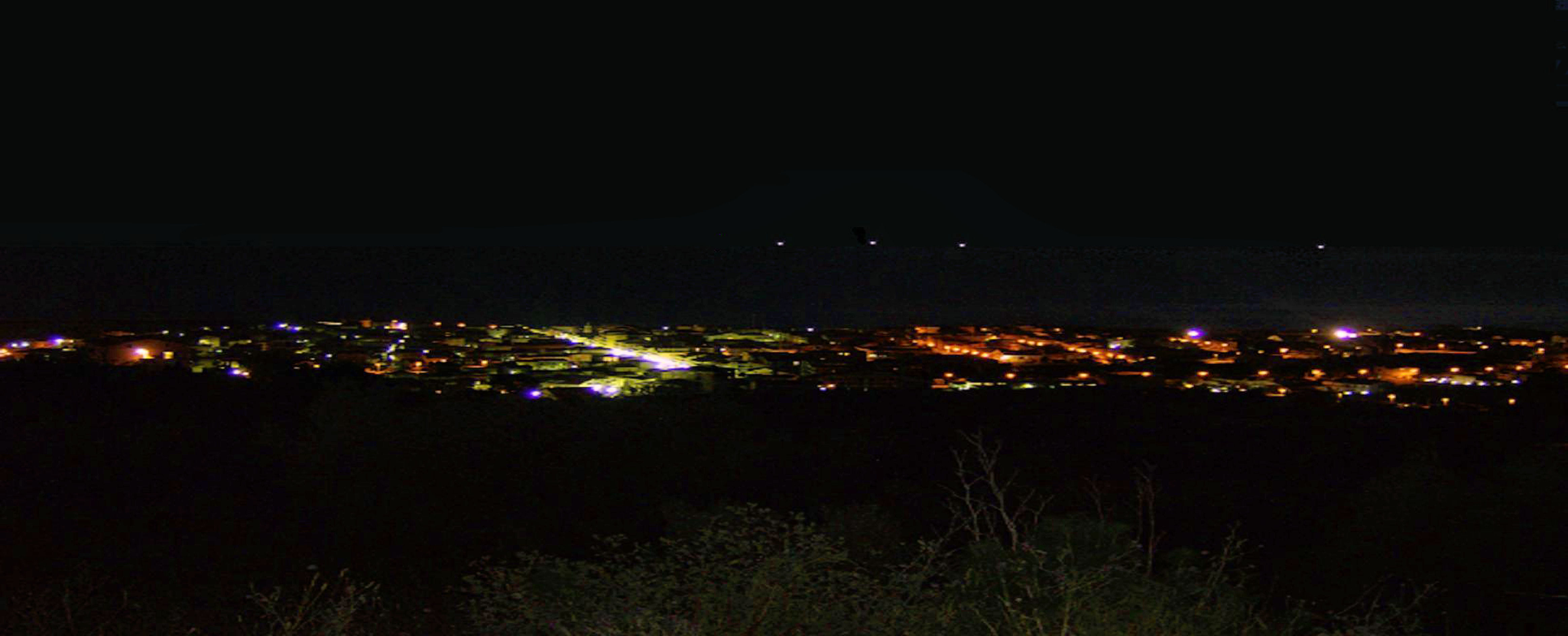
Noturno de verão de panorama de Campora San Giovanni doa pelo bairro Mirabelli com para habitante que escorça do pescando nisto é para o pêssego noturno das anchovas

| O território de Campora San Giovanni é dividido no bairros seguinte: - Augurato - Carratelli - Cologni - Cozza - Cuccuvaglia - Fravitte - Gallo (parte so Sul) - Imbelli - Marano | - Marinella - Mirabelli - Oliva - Piana Cavallo - Piana Mauri - Principessa - Ribes - Rubano - Strìttùrì - Villanova |

## História

### História Antiga
Na antiguidade a área era sè de duas cidades da Magna Graecia:
- Temesa, aliada de Sibari; corresponde mais ou menos com os bairros atuais de 'Carratelli e Imbelli; de Imbelli, para a extremidade de Serra d'Aiello, foram achados restos de construções Gregas-antigas;
- Mais longe para fora, a cidade de Klethe, aos redores do Princessa atual para a extremidade de Savuto de Cleto que estava supostamente habitado por uma princesa de quem vem o nome, Amazonia, aliada dos Crotonianos, hostil por causa do Sibaritides.

Vítimas também de incursões dos pirados, as duas cidades foram destruídas e as povoações fugiram às montanhas. Também havia o fato que o território, sempre sujeito às conquistas no curso dos séculos viu entre outros fenícios, gregos, romanos, bárbaros, árabes e Normandos.

### Idade Média

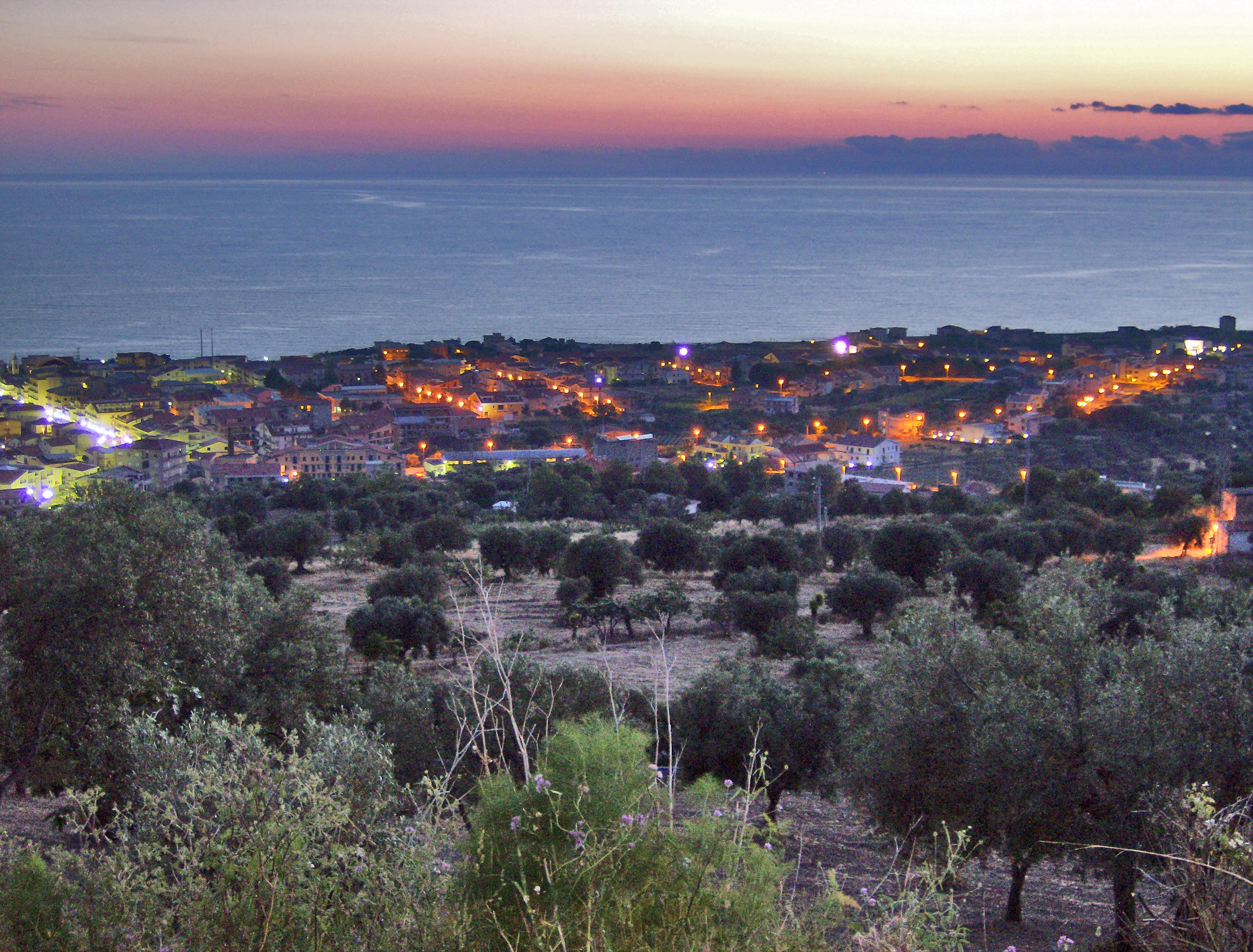
Panorama de verão de Campora San Giovanni para o declínio feito pelo bairro Mirabelli com um escorçar de flora local

Da Idade Média há poucos documentos. A área era sé do Emir Mohammad Abdul al-Zimzim que invadiu Amantea, (um tempo chamado Clampetia). A dominação árabe durou bem pouco, até a chegada dos Bizantinos, substituiu depois pelo normando algum século. Com o iniciaron normando as primeiras fortificações de lugares de controle ou o torrecillas de guarda: a pessoa é posto no confinante de fração de Coreca, o outro é chamado localmente "U Turriune" está perto da cidade Fravitte e não é distante do centro cívico com visão no mar. Com a chegada do Anjous e sucessivamente dos aragonês, então debaixo do Reino de Nápoles, o território perde importância que cede parte relativa ante o perto de Amantea e as áreas onduladas adjacentes. De passo claro também um canto totalmente perdido de cultura hebréia para os 1492, ano da Descoberta de América e ano nisso por causa da Reiconquista espanhola, o Rei Fernando o Católico, enviou a expulsão ou conversão dos judeus de todos os Territórios da Coroa Junto de Castilha e Aragão.

### História moderna
Começa uma reavaliação do território graças a dos proprietários de terras nobres em grande parte de Amantea ao redor dos 1600-1700 depois de um período de escuridão histórica, mas com origens das Várias áreas da Coroa de Nápoles. De Fatos todos os Bairros atuais têm em grande maioria os nomes dos possuidores de terra velhos. 

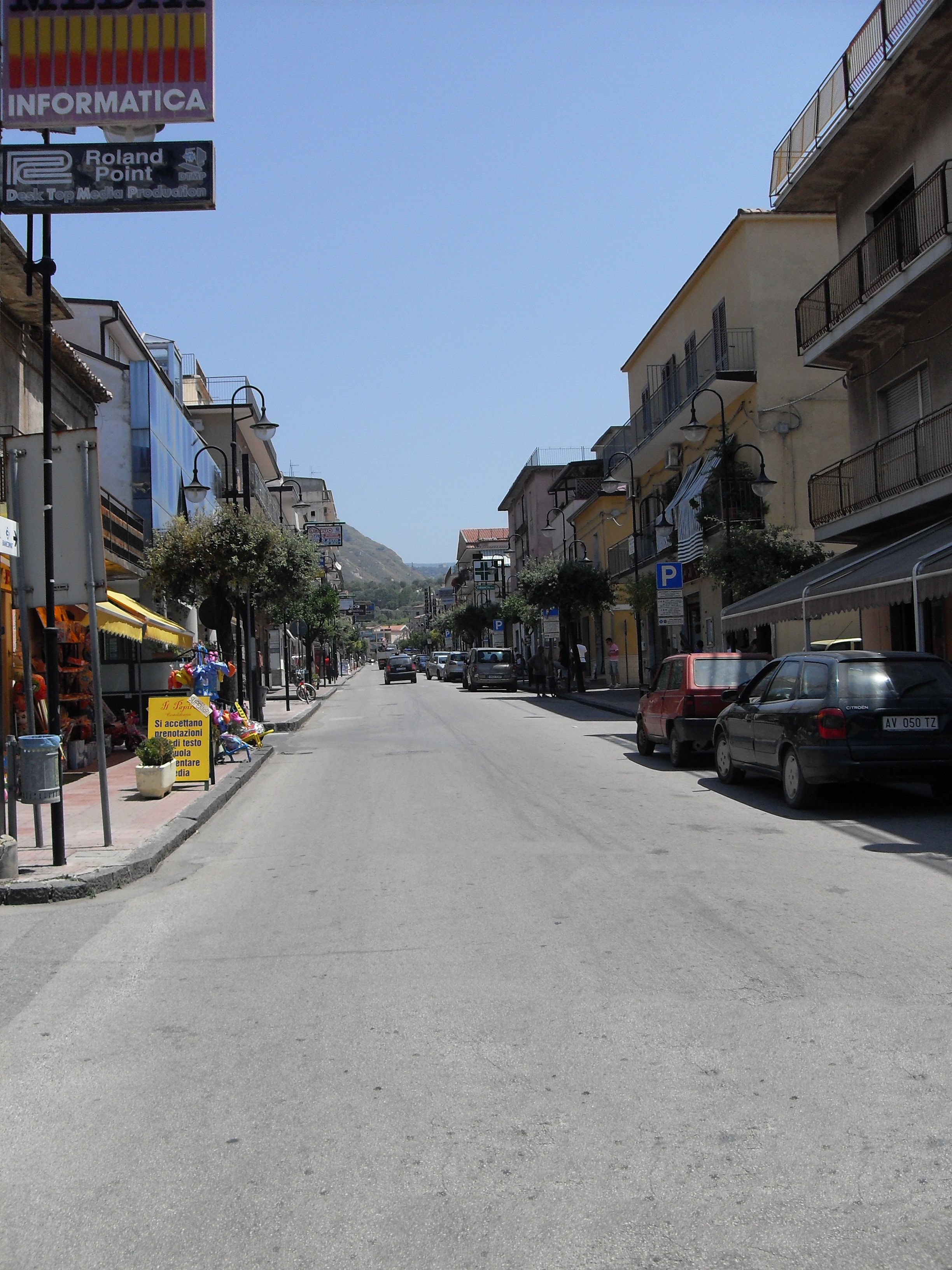
Um escorçando de Corso Italia, Fulcro da aldeia

Nos 1730 o Marquês Francesco María Cozza, um nobre de ascendência Siciliana, o parente do pintor homônimo, construção feita em uma terra que hoje é o bairro que leva seu nome, uma fábrica de seda com ter somado o cultivo da seda se insinua, mais uma capela dedicada para São João Batista (em dialeto velho Santu Janni), o sedería também tiveram sede da Maçonaria, e se até mesmo durante tempo de sumário, também no Augurato vizinho há também imprime do passo de arquitetura do Século de XVIII graças a um escultor local Vincenzo Torchia, de Nocera Terinese. No 1756 explicationless a fábrica de seda põe ponto final a sua atividade, e a área desaba a escuridão por 130 anos.

### História Hodierna

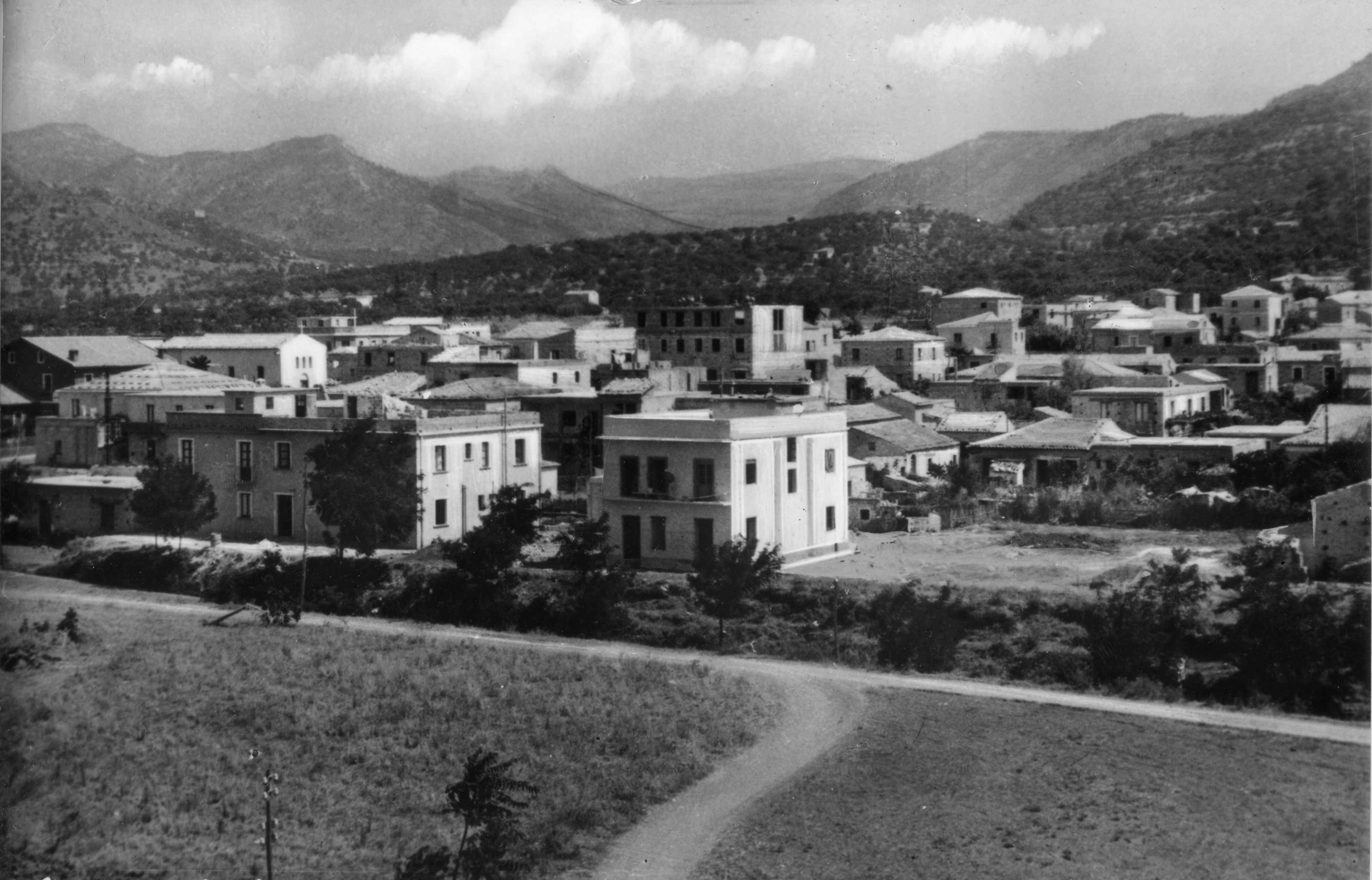
Panorama de Campora San Giovanni em uma foto dos anos 1960, a partir da vista aérea da baía de Campora San Giovanni

O núcleo do Campora atual foi dividido até os 1876 entre as assembleias municipais atuais de Amantea, Aiello Calabro e Nocera Terinese. Nos 1877 eles começaram também as primeiras ondas migratórias dos países adjacentes, Cleto, Nocera Terinese, Aiello Calabro, Belmonte Calabro, Lago, Longobardi, San Mango d'Aquino, mas imigrantes da Baviera chegou e do Império Austro-húngaro, entre eles comerciantes ou os nobres caídos em infortúnio. Era poucos embala, entre eles era o Barão Johann-Paschalis von Tief (aquele italianized o nome deles para Pasquale Chieffa I nos 1858), um aristocrata de origens tirolesas que tentaram recuperar a sorte perdido pelos antepassados deles. Trabalhando na vitivinicultura na área do Savuto, pôde fazer sorte e formar o primeiro núcleo de Campora San Giovanni, também lhe agradeça à ajuda dos dois proprietários de terras maiores do tempo: os marqueses o Cavallo e Mauri. Nos vinte anos seguintes, ondas migratórias novas do interior começaram para a costa. No 1898 Amantea adquiriu dos vizinhos delas o território de Campora San Giovanni, a população participou ativamente no Primeira Guerra Mundial. Nos anos do Fascismo, o território teve reparações novas. À explosão do Segunda Guerra Mundial, muitos camporeses deixaram para servir à pátria novamente. Em 1943 o país foi bombardeado pelo aliados,also que eles são imprime no bairro Augurato e 50 camporeses que eles foram assassinados pelo Nazi durante sua retirada, mostrar que foi dedicado o fim aos traidores. A cidade de Campora teve só um partisano: Angelo Vadacchino que lutaram em você os apertam de Florença e foi limitado Prato, deixou para fabricação o passar por tolo. Como em todos os lugares de Itália entre os anos 50 e anos 80 do século XX muitos camporeses emigraram à procura de sorte do Norte de Itália para a Venezuela, Brasil e Nova Zelândia; é considerado que eles deixaram 7.000 pessoas pelo menos em menos de 30 anos. Nos anos 80 do século de XX começou a explosão econômica de Campora San Giovanni que continuou para quase um cinco período de ano, esteja com o desenvolvimento de hotel e estruturas de marinha, esteja com a explosão da cebola vermelha das várias cooperativas agrícolas. Com o outono do Muro de Berlim prestou atenção a chegada de ondas migratórias novas de Europa Oriental, donde o trabalhador vem para a agricultura (as mulheres) e para o setor de edifício (os homens), é recente é a chegada de comunidades chinesas pequenas, Árabe-magrebines e índios.

### Cultura local

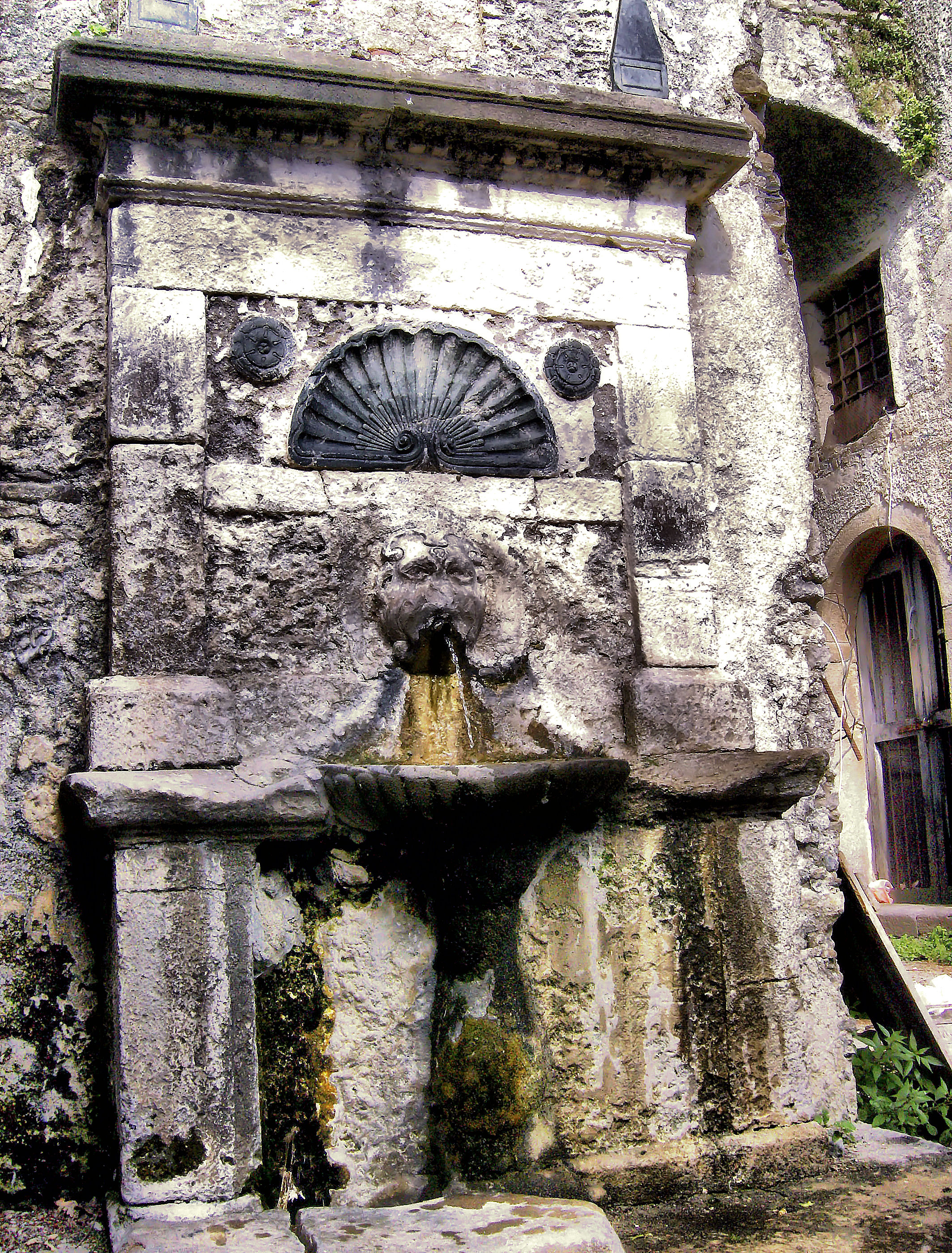
A Funtana a du Peshcaru (Fonte do Boneco) em Augurato

O Inhame Campora San Giovanni deriva do latin Campo (Acampamento), com os sufixos - ris, - raís. San Giovanni deriva além de São João Batista, protetor de Nocera Terinese, também para o inhame da Capela velha de Santu Janni, São João em dialeto velho. Os bairros também teêm uma origem ao inhame deles, seja para os proprietários Velhos que é para vários desinences: 
- Augurato: do Latim "Auguratio Esperantia", ou nestes lugares onde também têm sé a Igreja do Empregador Santa Filomena, eles buscaram proteção na realidade para o investiga a esperança e conforta, e eles beberam o aqua du de Funtana Peshcaru, Fonte do Boneco onde se cura o medo e os infortúnios.
- Carratelli: Originariamente debaixo da Família Homônima do quase tudo extinguiu a partir de 1917, também do Latim Carae "Tellus latino", (Amou a Tellus, deusa da Fertilidade e Protetor dos Mortos e dos Terremotos).
- Cologni: dá Colunus (o colono, no senso da terra).
- Cozza: derivou exatamente do sedería criado pelo Marquês Francesco María Cozza.
- Cuccuvaglia: dal latino" Cum Valicum" (Com os Vales).
- Fravitte: ou para terra de friable.
- Gallo:por o campo vigoroso, sede de procriações velhas de galinhas e procriações de gado.
- Imbelli: de latim" In Bellum" (No Guerra), em quanta sede da guerra estava entre Temesa e Klethe.
- Marano: Derivou para para Família de Cosenza, O Marano.
- Marinella: A Marina Pequena, se aproxime o é.
- Mirabelli': além que para deriva da Família Nobiliária Homônima, também para o dialeto chamado' Mirabella, ou Olhares à Visão Bonita do Território.
- Oliva': Para a vegetação e as vizinhanças dos arvoredos de Azeitona.
- 'Piana Cavallo: Sede das Posses da Família do Marquês Luigi eu o Cavallo.
- Piana Mauri: Sede das Posses da Família do Marquês o Alberto eu Mauri.
- Principessa: é contado aqui que havia a sede da Princesa Amazonia, para isto para ela este bairro era dedicado.
- 'Ribes: chamou deste modo pela mancha rigorosa de groselha de para isto engana.
- Rubano': Chame além para o fluxo homônimo, também para as correrias contínuas do highwaymen do passado.
- Villanova: dalatina "Villa Novam" que é para "Cidade Nova", para os confim com Serra d'Aiello.

### Lugares de interesse
Sobressair de dimensões notáveis que você datas do século XIV são a única construção de histórico avaliou. A parte superior da torre é adornada por estantes de coroar. Tal sobressair é denominado no dialeto local'" U Turriune." A Igreja de Santa Filomena para Augurato com o relativo "Funtana du Peshcaru." Tem tambèm a Igreja de Santa Ana dos Mirabelli, onde são preservados missais do século XVII.
De recente construção, por outro lado, eles aram o porto (2002) e a "Praça San Francesco  de Paola" (2003), dedicado ao padroeiro homônimo que é celebrado entre o 1 e 3 de setembro. No ambiente desta festa que chama fieis dos territórios vizinhos, para procissão, é desenvolvido onde é carregado nos ombros a estátua do santo ao longo das ruas, às vezes também com um carro adornado de flores. A igreja principal é SaSão Pedro Apostolo dedicado (1956). A Cúria decidiu construir para igreja nova por causa do aumento da população. Os trabalhos da igreja nova de San Francesco de Paola terminarão em ano 2009.

### Dialeto
O Dialeto local foi o encontro entre os lançamentos dialetos calabreses, sendo disto a hibridismo, este dialeto perdeu a originalidade no curso dos anos, de quando outras palavras que os emigrantes anteriores e esses imigraram foi somado eles levaram às contribuição lingüística.

### Folclore
Como em todos os cantos de Calábria, o folklore é presente na tradição do território, da tarantella na Festa de Empregador para as festas menores e o Cuntaturi que seriam bardos de às que contam de histórias de vida rural. É hoje tudo tradição que o Cuntaturi é escolhido por crianças pelo homem velho local entre as crianças mais afiadas e vivazes: realmente eles têm que representar a memória coletiva para o futuro. Também há no lugar das lendas tem que bastante realmente existiu as pessoas vive; estes às vezes histórias de conta de astúcia escondidas dentro para natureza de simplório ou algum outro de louco do país que era o laughingstock local, mas que ao término das contas eles se mostraram para ser as pessoas nisso fazer de confiança quando eles não eram nós alternativa.

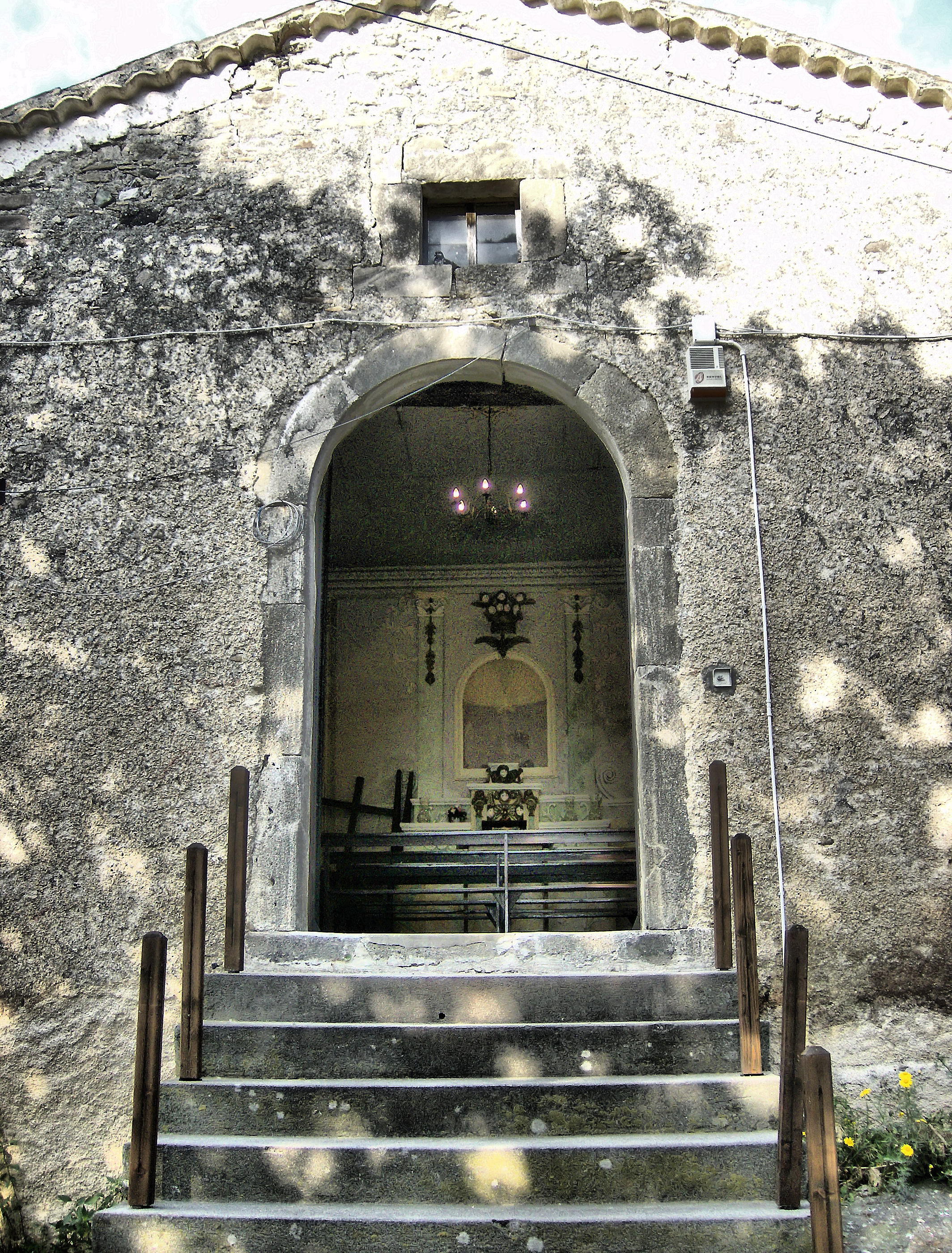
A Igreja de Santa Filomena para Augurato

### Culinária Local
A culinária local, tipicamente de Calábria, deriva do agrícola e pescando tradição. Inclui pratos simples, massas complexas, e lingüiças de carne de porco. Pratos típicos incluem:

### Culinária de Camponeses
- Coria (ou Frittule)' ccu fasuli e cipulle: pele de carne de porco com feijões e cebolas vermelhas.
- Frittata i Carunevale: em Mardi Gras, toda família local prepara uma omelete de espaguete com queijo de ricota fresco e lingüiças, como nó dia seguinte (quarta-feira de Cinza) a Quaresma começa e carne deveria ser reduzida.
- Patate 'ccu pipe e mulinciane: fatias fritaram com pimentas e berinjelas, às vezes inclusive pele de carne de porco ou cubos de carne de porco.
- Minesstra e fasuli: ervas aromáticas, ferveu ou raso frito, com feijões, e às vezes pimentas de chilli.
- Mulinciane e pummaduari: Berinjelas em óleo com tomates frescos (prato de verão, muito refrescando).
- Spezzatinu (Guisado): guisado de carne de porco com batatas de assado e molho de tomate, típico do banquete de protetor.
- Pitticelle: farinha bolos planos, às vezes com flores de abóbora, courgettes, ou azeitonas.

### Culinária de Mar
- Pasta 'mbiancu i baccalà: macarrão com baccalà fervido e vestiu com azeite de oliva, típico das celebrações santas quando carne é proibida, como Advento, Natal, quarta-feira de Cinza ou Pentecostes
- Baccalà e patate vullute: baccalà ferveram em molho de tomate, com batatas cubadas grandes.
- Alici Fritte: anchovas pequenas fritaram em óleo e vestiram com limão ou laranjas.
- Alici Sutt'Uagliu: anchovas em óleo, comido com pão, orégano e tomates secos.
- Alici 'mpipati: anchovas em pimentas e molho de pimenta-malagueta, pão de wih comido.

#### Bolos
- Cuzzupa: bolo de Páscoa típico, normalmente com um ovo no meio.
- Bucchinotti o Buccunotti: um bolo de Calabrese típico, com aperto de uva ou cacau e passas.
- Pani i castagna: semelhante a castagnaccio mas menor e mais grosso, com nozes píneas, passas, nozes e avelãs.
- Turdilli: frito, típico de tempo de Natal, eles têm uma forma espiral e são imergidos em mel.

### Vinho
Merecedor de notar eles aram os vinhos locais, principalmente o tintos, os objetivos ara uma exceção, eu sou o funda do camporesa de comida, esse a maioria apreciou ones ara o  Savuto e o Gallo.

## Imagens

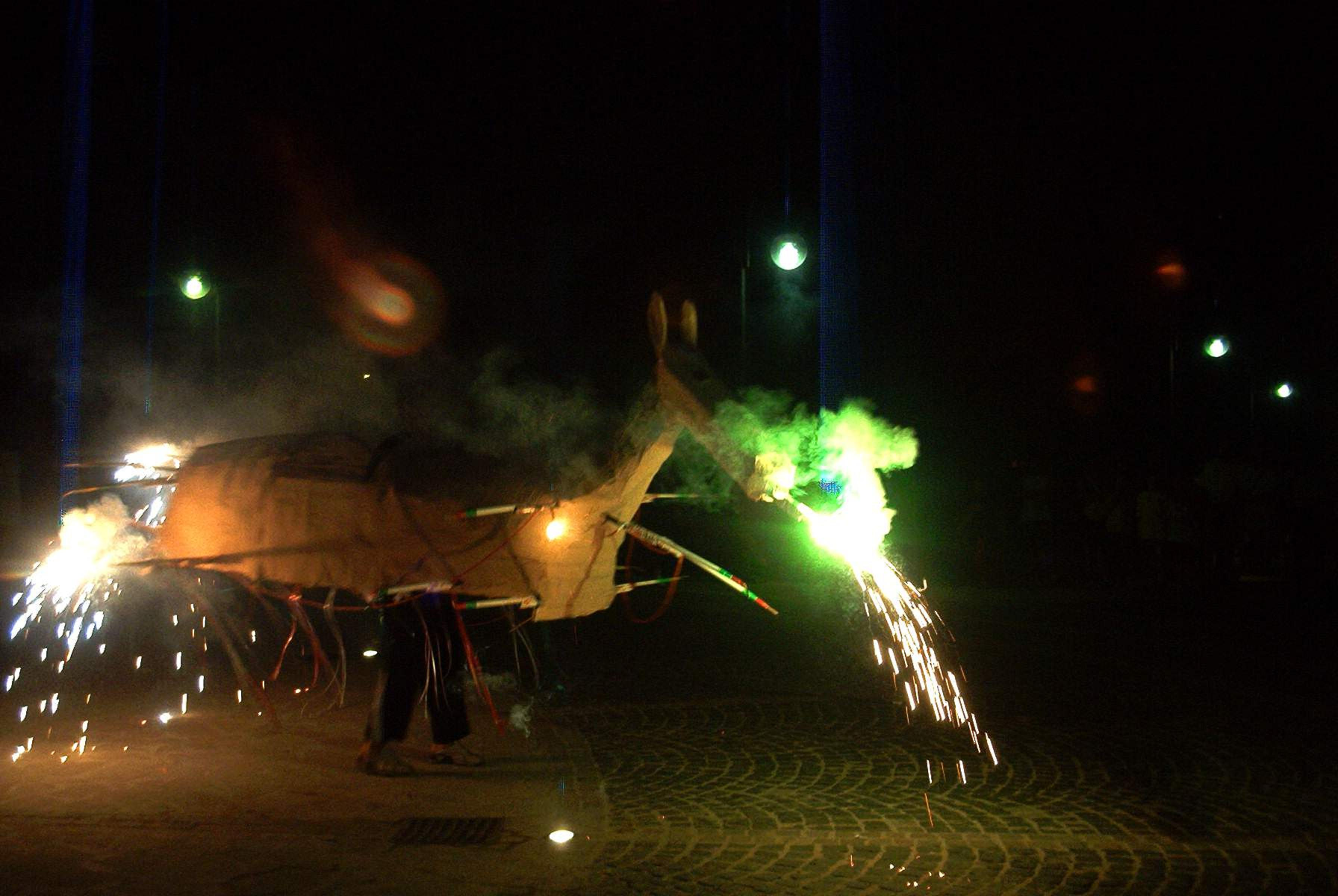
A Dança do U Ciucciu de San Giuvanni (O Burro de São João Batista)
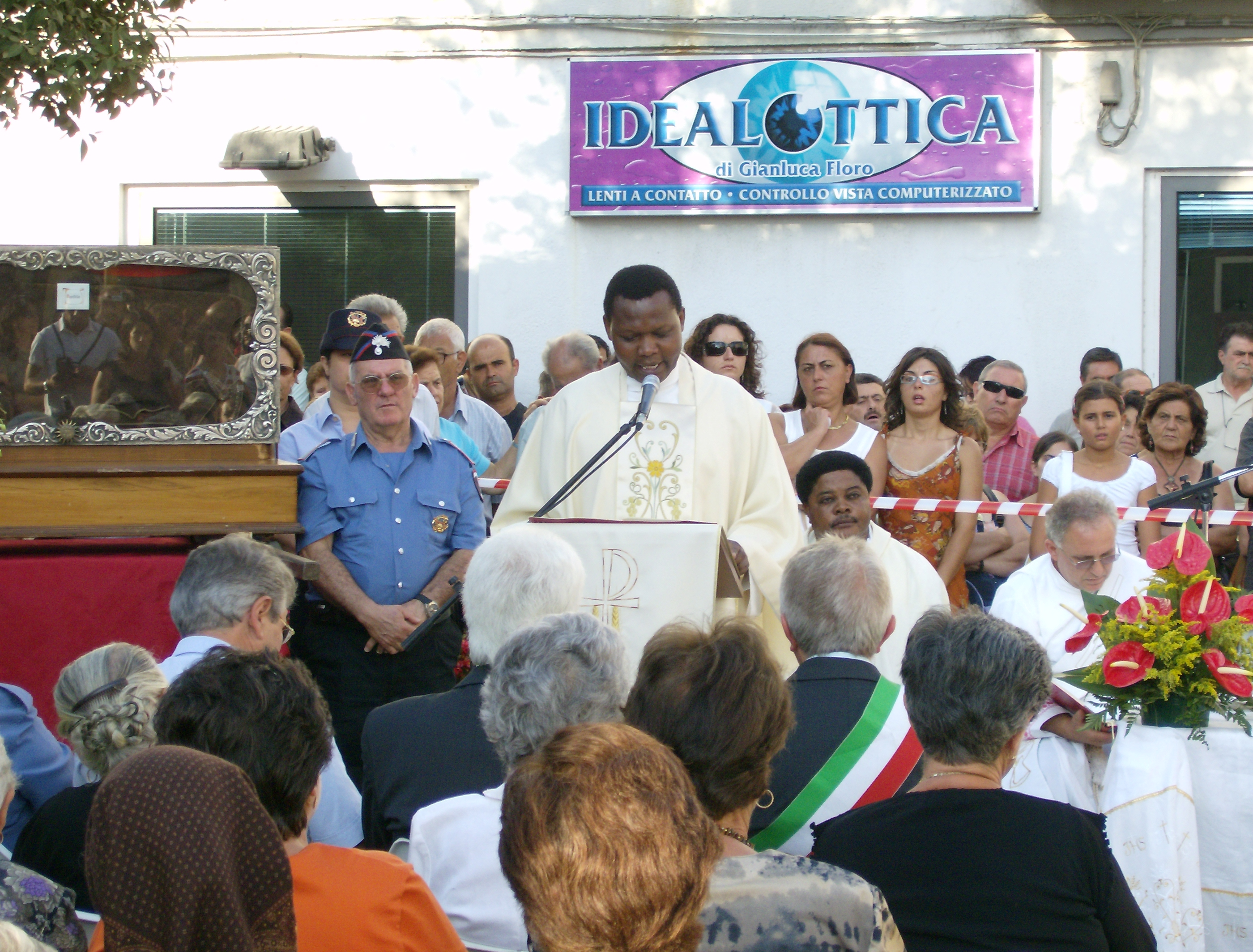
Padre Apollinaris Mashughuli durante a celebração da festa do trabalho de 3 setembro de 2007, nos 500 anos da morte de San Francisco de Paula.
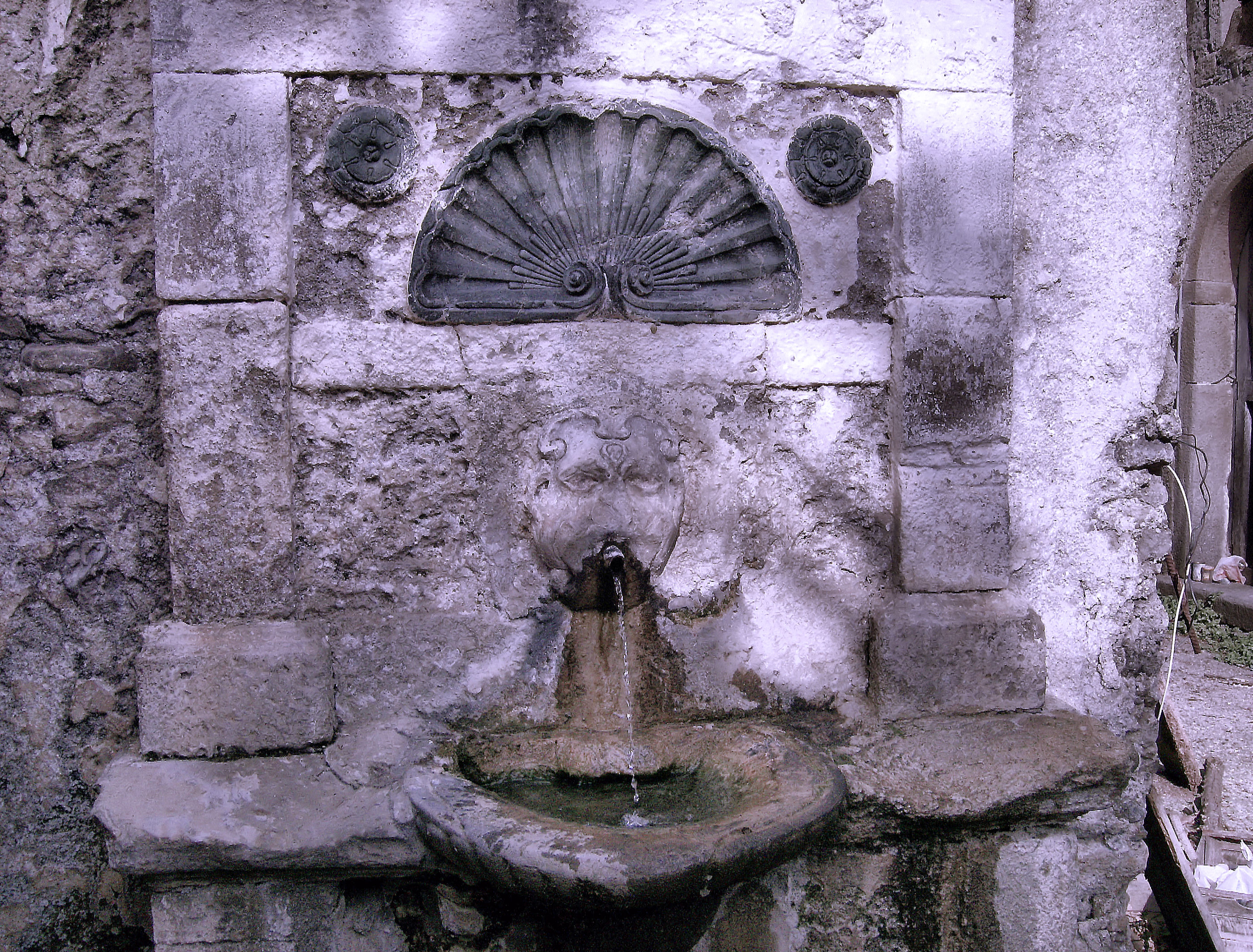
Outra imagem da Fonte U Peshscaru (Fonte do Boneco)

## Pessoas ligadas à Campora San Giovanni
- Angelo Vadacchino, partisan, camponês e ativista político, chamados pelo camporeses Mastr'Angelo, (1890-1976).
- Fabrizio Filippo, ator canadense-americano e roteirista.
- Fabián Mazzei, ator espanhol argentino e roteirista, também conhecem Horatio na televisão Un Paso Adelante, os pais eram de Bairro Marinella.